# Czapeczkowiec uszaty
Czapeczkowiec uszaty (Eumops perotis) – gatunek ssaka z podrodziny molosów (Molossinae) w obrębie rodziny molosowatych (Molossidae).

## Taksonomia
Gatunek po raz pierwszy zgodnie z zasadami nazewnictwa binominalnego opisał w 1821 roku szwajcarski lekarz i przyrodnik Heinrich Rudolf Schinz nadając mu nazwę Molossus perotis. Holotyp pochodził z Villa Sao Salvador, w Campos dos Goytacazes, w stanie Rio de Janeiro, w Brazylii. Podgatunek calilornicus po raz pierwszy zgodnie z zasadami nazewnictwa binominalnego opisał w 1890 roku amerykański zoolog Clinton Hart Merriam nadając mu nazwę Molossus californicus. Okaz typowy pochodził z Alhambry, w Hrabstwie Los Angeles, w Kalifornii, w Stanach Zjednoczonych. 
Rozmieszczenie geograficzne obu podgatunków jest bardzo rozbieżne, co może sugerować odrębne gatunki. Autorzy Illustrated Checklist of the Mammals of the World rozpoznają dwa podgatunki. 

### Etymologia
- Eumops: gr. ευ eu „dobry, typowy”; rodzaj Mops Lesson, 1842 (mops)[11][12].
- perotis: gr. πηρος pēros „okaleczony”[13]; -ωτις ōtis „-uchy”, od ους ous, ωτος ōtos „ucho”[14].

## Zasięg występowania
Czapeczkowiec uszaty występuje w Ameryce zamieszkując w zależności od podgatunku:
- E. perotis perotis – rozproszone zapisy z Ameryki Południowej w północnej Wenezueli, południowo-zachodnim Ekwadorze, południowo-zachodnim Peru, północnej Boliwii, wschodniej Brazylii, Paragwaju i północnej Argentynie.
- E. perotis californicus – południowo-zachodnie Stany Zjednoczone i północny Meksyk.

## Morfologia
Długość ciała (bez ogona) 100–120 mm, długość ogona 53–71 mm, długość ucha 34–52 mm, długość tylnej stopy 14–19 mm, długość przedramienia 72–83 mm; masa ciała 52–76 g. Kariotypwynosi 2n = 48 i FN = 56 w Meksyku oraz 2n = 48 i FN = 58 w Brazylii.

## Ekologia

### Tryb życia
Występuje w lasach i w pobliżu osiedli ludzkich. Nietoperze te opuszczają kryjówki po zapadnięciu zmroku i polują na małe owady, głównie mrówki, osy i pszczoły. 

### Rozmnażanie
W okresie godowym gruczoły szyjne samców silnie nabrzmiewają. Możliwe, że ta wydzielina przywabia samice. Późnym latem samica wydaje na świat często nawet 2 młodych.